# BMW E90
A BMW 3-as sorozat ötödik generációja a BMW E90 (szedán), a BMW E91 (kombi, „Touring” néven forgalmazott), a BMW E92 (kupé) és a BMW E93 (kabrió) kompakt executive modellekből áll. Az E90 / E91 / E92 / E93-t 2004 és 2013 között gyártották, és gyakran együttesen E90-nek vagy E9x-nek nevezik. Az E92 335i volt az első 3-as modell, amelyet turbófeltöltős benzinmotorral gyártottak. Az E9x család a run-flat abroncsokat is bevezette a 3-as sorozatba. A run-flat abroncsokal felszerelt modellek nincsenek felszerelve pótkerékkel.
Az E90 / E92 / E93 M3 az egyetlen M3 generáció, amelyet V8 motor hajt. A 2007-ben bemutatott BMW S65 szívómotoros V8-as motort használja, szedán, kupé és kabrió karosszériában gyártották.
Az F30 / F31 3 sorozat 2012. februári bevezetését követően az E90 / E91 szedánok és kocsik fokozatosan megszűntek. Az E92 / E93 kupék és kabriók azonban a 2013-as modellévig gyártásban maradtak, ezt követően az F32 / F33 4-es modellek váltották fel őket.

## Fejlesztés és gyártás
Az ötödik generációs 3-as sorozat kialakítása 2002 közepén, körülbelül 30 hónappal a gyártás megkezdése előtt befagyott. A szedánt és a kombit Joji Nagashima tervezte. Marc Michael Markefka tervezte a kupét és a kabriót.
A sorozat 2005 márciusában került bevezetésre a MY2006-hoz, a szedán és a kocsi karosszériájával. A kupét 2006-ban, a kabriót pedig 2007-ben mutatták be, mindkettő MY2007-re.
2002-ben Norbert Reithofer és Burkhard Goeschel fejlesztési vezető kezdeményezni kezdte a következő generációs 3-as sorozat teljes gyártásának eléréséhez szükséges idő felére csökkentését, félévről háromra.
Az E90-et Németországban (Lipcse, München és Regensburg) és Dél-Afrikában (Rosslyn) gyártották. Kínában, Egyiptomban, Indiában, Indonéziában, Malajziában, Mexikóban, Thaiföldön és Oroszországban értékesített autókhoz a teljes leütéses (CKD) készletek helyi összeszerelését használták.
Az egyes karosszériák gyártási dátumai a következők:
- Szedán (E90): 2004. december – 2011. október (21. o.)
- Kombi (E91): 2005. szeptember – 2012. május
- Coupé (E92): 2006. június – 2013. június
- Kabrió (E93): 2006. december – 2013. október

## Modell típusok

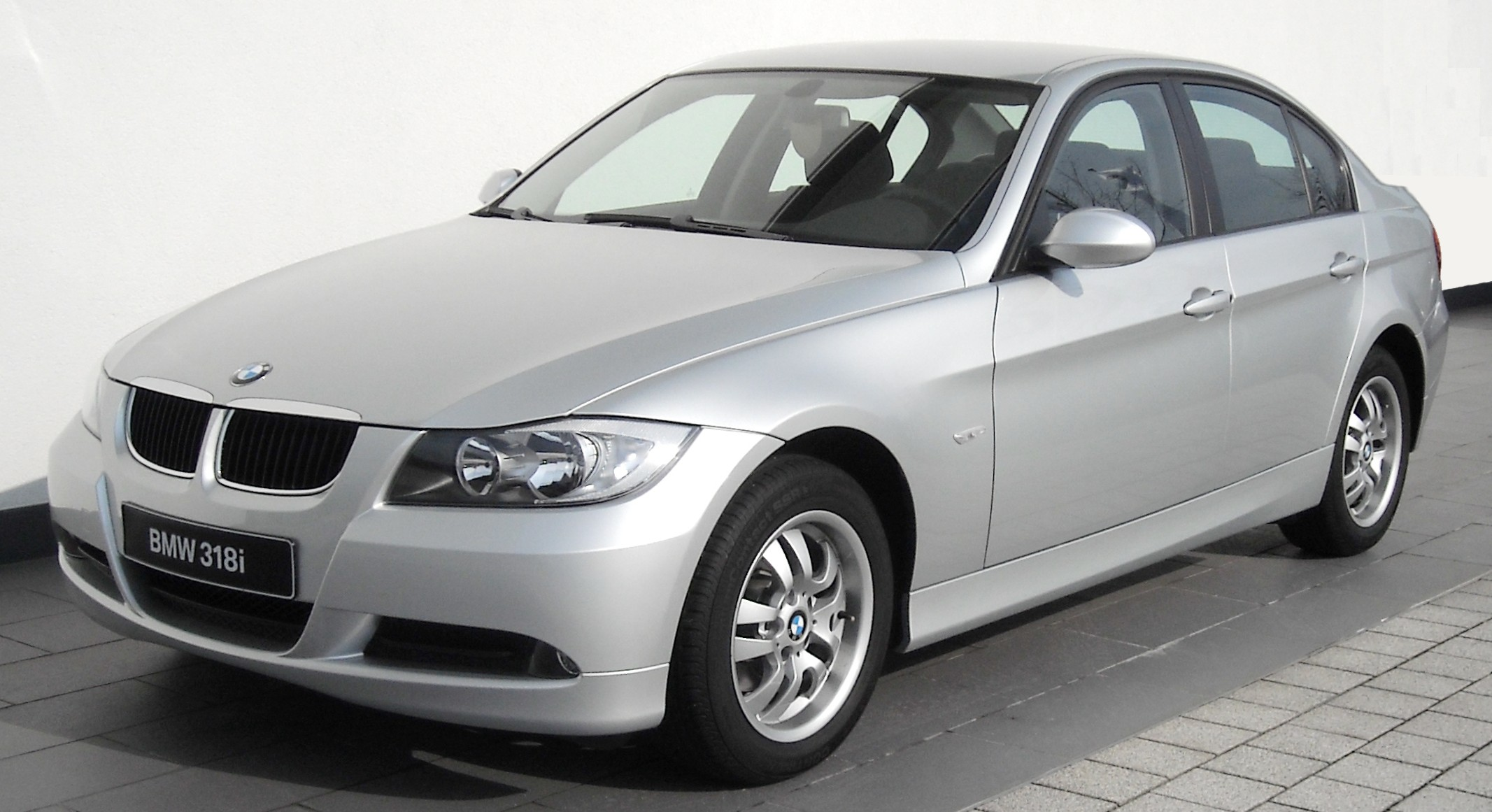
BMW 3 E90 szedán
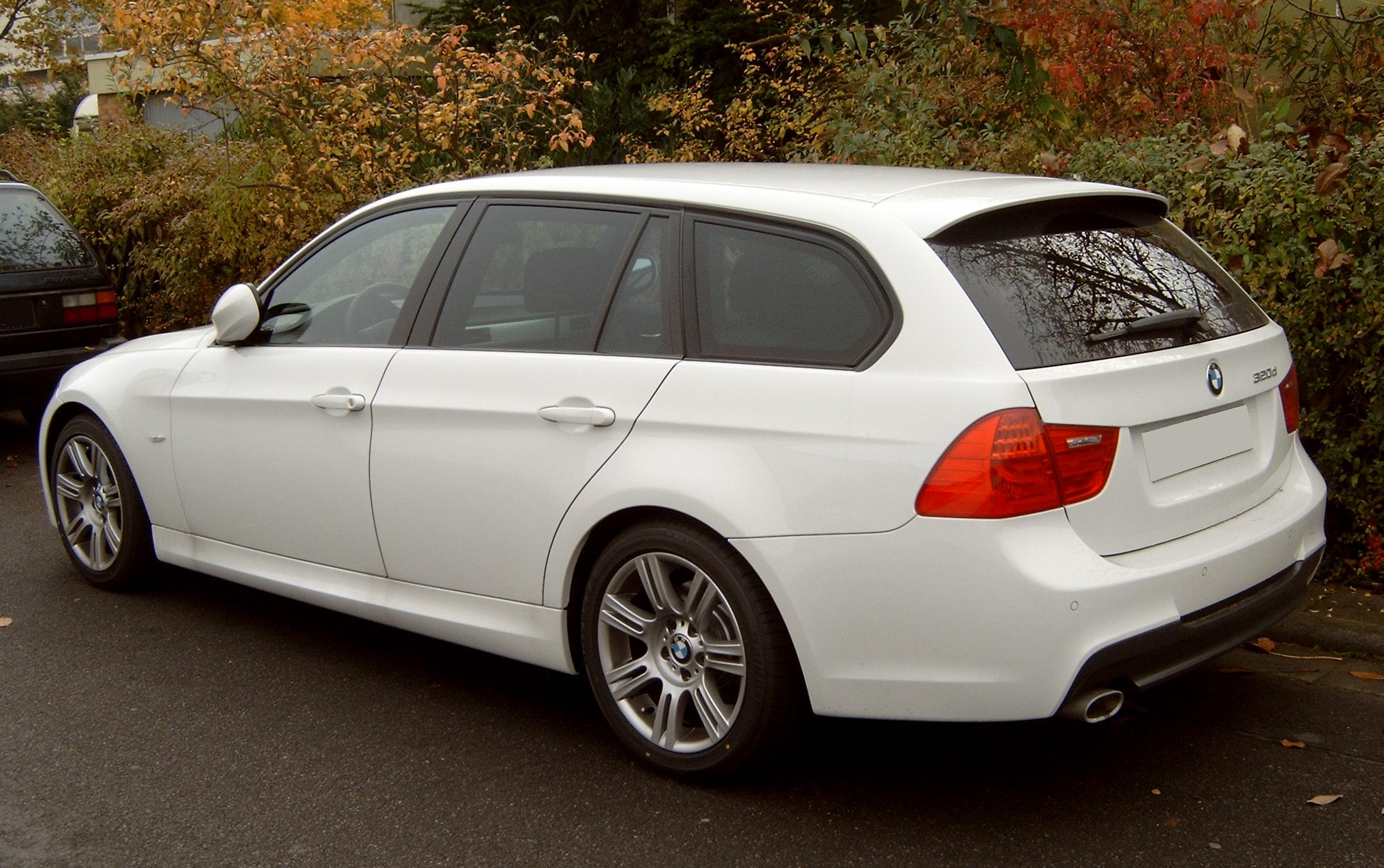
BMW E91 Kombi
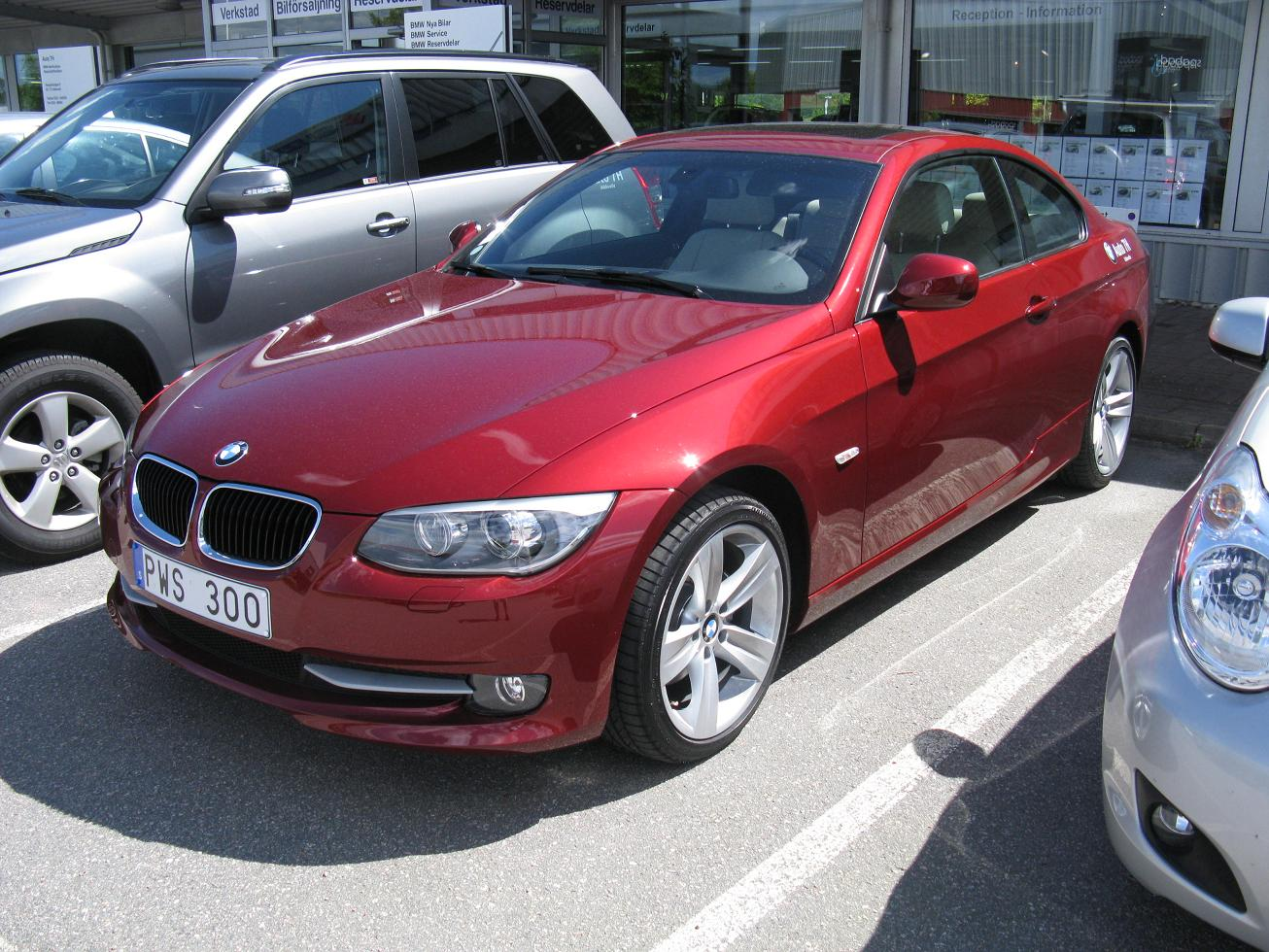
BMW 3 E92 Kupé AMG
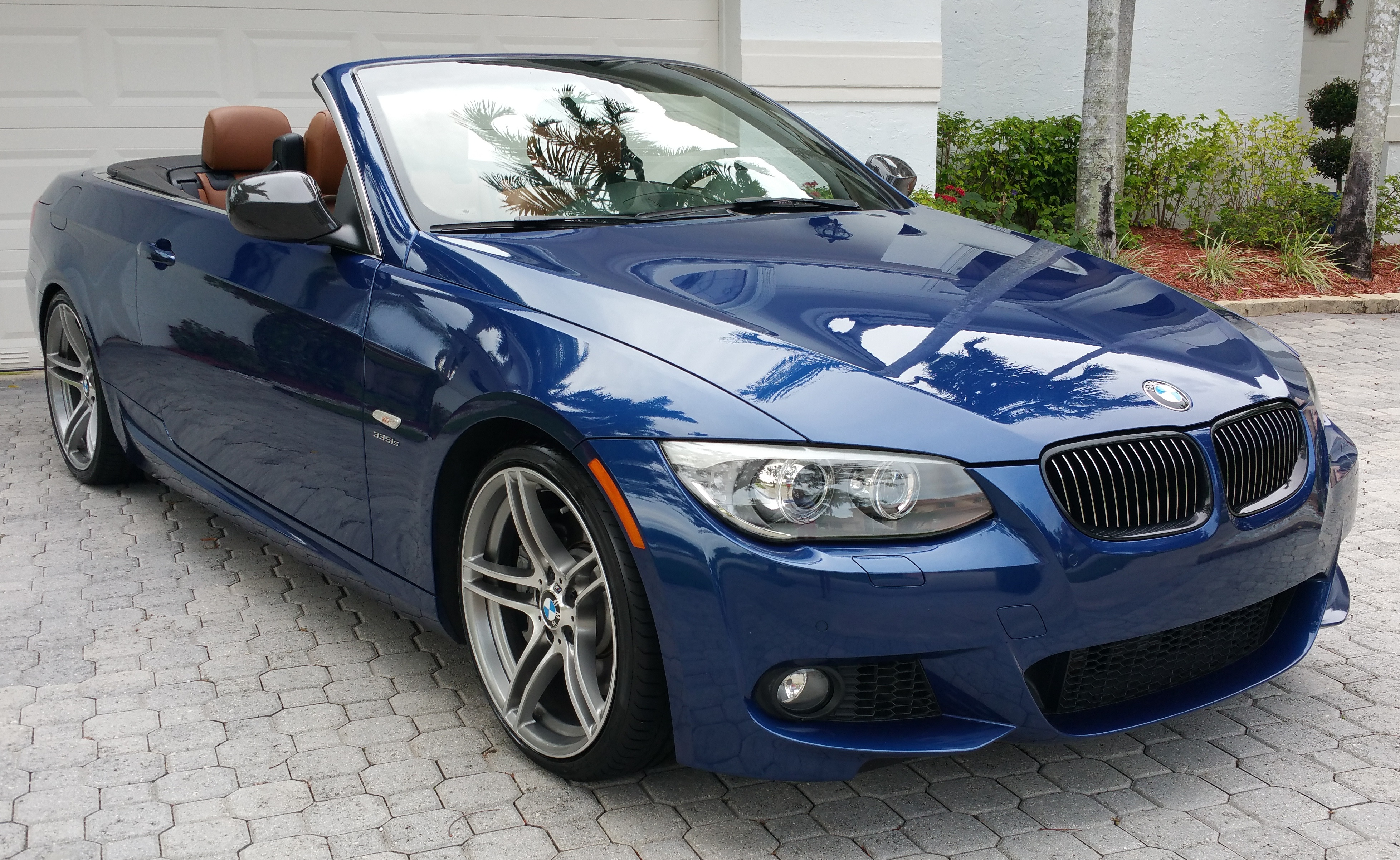
BMW 3 E93 kabrió

### Szedán E90
A szedán E90 modell volt az első, az E90 / E91 / E92 / E93 3 sorozat értékesített modellje, amelyet 2005. március 5-én dobtak piacra a 2006-os modellévre. A gyártás addig folytatódott, amíg a 2009-es modellévre nem került sor a facelift felülvizsgálatára. Az E90 gyártása a 2011-es modellév után fejeződött be, amelyet az F30 váltott fel 2012-re.

### Kombi E91
Az E91 kombi modelleket Európában „Touring”, Észak-Amerikában pedig „Sports Wagon” néven forgalmazták. Az opcionális felszereltséghez tartozik egy panorámás napfénytető, amely a hátsó utastérig terjed. A berendezés szintjei általában hasonlóak voltak az E90 szedánhoz, azonban az M3-at nem a kocsi karosszériájában gyártották.
Számos Európán kívüli piac csak a kocsik karosszéria-modelljeinek egy kis részét kínálta. Az Egyesült Államokban és Kanadában az egyetlen, 2007 előtt rendelkezésre álló kombi modell a 325xi, majd 2007-től a 328i és a 328xi volt.

### Coupé E92
2006 augusztusában, egy évvel a szedán bevezetése után mutatták be az E92 Coupé karosszériát.
A 3-as sorozat korábbi generációihoz képest a kupé több külső stílusbeli különbséggel rendelkezik, mint a szedán modellek. Ide tartozik a hátsó lámpa kialakítása (a kupén L alakú), a meredekebb szögű fényszórók és a kisebb oldalablakok. Az E46-os elődje szerint a kupé ajtajai hosszabbak és keret nélküli ajtóablakokkal rendelkeznek, a hátsó ülés két utas befogadására alkalmas (szemben a szedán háromszemélyes padjával), hátsó középkonzoltálcával és az első biztonsági övek motoros karok, amelyek a B oszloptól kinyúlnak, és átadják a biztonsági öveket a vezetőnek és / vagy az utasnak.
Az E92 volt az utolsó generáció, amely a kupé (és kabrió) karosszériákat tartalmazta a 3-as sorozat részeként. A későbbi generációk számára ezeket a karosszériákat 4-es sorozatként forgalmazzák. Annak ellenére, hogy az E90 / E91-et a 2011-es modellév után fokozatosan kivonták az F30 / F31-től, az E92 / E93 a 2013-as modellévig folytatódott. Ezután az F32 / F33 váltotta fel a 2014-es modellévet.

### Kabrió E93
Az E93 kabrió volt a BMW első modellje, amely a korábban használt kelmetető helyett behúzható keménytetőt (összecsukható fémtetőt) használt. Az E93 az egyik első behúzható merevlemez volt az árkategóriájában. A "Comfort Access" opció lehetővé teszi a tető emelését és süllyesztését a kulcstartó segítségével. Az E93 oldalsó ablakai 30 százalékkal nagyobbak, mint az E46 kabrió elődje, ennek eredményeként a láthatóság 38 százalékkal nő.
A BMW 3-as kabrió ára gyakran magasabb volt, mint a közvetlen riválisoké, azonban a bírálók dicsérték az utas / csomagtartó teret (még leeresztett tetővel is), a menetdinamikát, a súlyt és az alváz merevségét.

## Motorok

### Benzin
| Modell | Év        | Motor                      | Teljesitmény    | Nyomaték            |
| ------ | --------- | -------------------------- | --------------- | ------------------- |
| 316i   | 2005–2013 | 1.6 L N45 inline-4         | 85 kW (114 hp)  | 150 N⋅m (111 lb⋅ft) |
| 316i   | 2007–2013 | 1.6 L N43 sor-4            | 90 kW (121 hp)  | 160 N⋅m (118 lb⋅ft) |
| 318i   | 2005–2007 | 2.0 L N46 sor-4            | 95 kW (127 hp)  | 180 N⋅m (133 lb⋅ft) |
| 318i   | 2007–2008 | 2.0 L N46 sor-4            | 105 kW (141 hp) | 190 N⋅m (140 lb⋅ft) |
| 318i   | 2007–2013 | 2.0 L N46 sor-4            | 100 kW (134 hp) | 180 N⋅m (133 lb⋅ft) |
| 318i   | 2007–2013 | 2.0 L N43 sor-4            | 110 kW (148 hp) | 200 N⋅m (148 lb⋅ft) |
| 320i   | 2005–2007 | 2.0 L N46 sor-4            | 110 kW (148 hp) | 200 N⋅m (148 lb⋅ft) |
| 320i   | 2007–2011 | 2.0 L N46 sor-4            | 115 kW (154 hp) | 200 N⋅m (148 lb⋅ft) |
| 320i   | 2007–2013 | 2.0 L N43 sor-4            | 125 kW (168 hp) | 210 N⋅m (155 lb⋅ft) |
| 320si  | 2005–2007 | 2.0 L N45 sor-4            | 127 kW (170 hp) | 210 N⋅m (155 lb⋅ft) |
| 323i   | 2005–2007 | 2.5 L N52 sor-6            | 130 kW (174 hp) | 230 N⋅m (170 lb⋅ft) |
| 323i   | 2007–2013 | 2.5 L N52 sor-6            | 149 kW (200 hp) | 244 N⋅m (180 lb⋅ft) |
| 325i   | 2005–2007 | 2.5 L N52 sor-6            | 160 kW (215 hp) | 250 N⋅m (184 lb⋅ft) |
| 325i   | 2007–2013 | 3.0 L N53 sor-6            | 160 kW (215 hp) | 270 N⋅m (199 lb⋅ft) |
| 328i   | 2007–2013 | 3.0 L N52 sor-6            | 172 kW (231 hp) | 271 N⋅m (200 lb⋅ft) |
| 330i   | 2005–2007 | 3.0 L N52 sor-6            | 190 kW (255 hp) | 300 N⋅m (221 lb⋅ft) |
| 330i   | 2007–2013 | 3.0 L N52 sor-6            | 200 kW (268 hp) | 315 N⋅m (232 lb⋅ft) |
| 330i   | 2007–2013 | 3.0 L N53 sor-6            | 200 kW (268 hp) | 320 N⋅m (236 lb⋅ft) |
| 335i   | 2006–2009 | 3.0 L N54 sor-6 twin-turbo | 225 kW (302 hp) | 400 N⋅m (295 lb⋅ft) |
| 335i   | 2009–2013 | 3.0 L N55 sor-6 turbo      | 225 kW (302 hp) | 400 N⋅m (295 lb⋅ft) |
| 335is  | 2011–2013 | 3.0 L N54 sor-6 twin-turbo | 240 kW (322 hp) | 500 N⋅m (369 lb⋅ft) |
| M3     | 2007–2013 | 4.0 L S65 V8               | 309 kW (414 hp) | 400 N⋅m (295 lb⋅ft) |
| M3 GTS | 2010–2011 | 4.4 L S65 V8               | 331 kW (444 hp) | 440 N⋅m (325 lb⋅ft) |

Mivel a 3. sorozat következő generációja turbófeltöltős motorokat használt a teljes modellpalettán, az E90 / E91 / E92 / E93 volt az utolsó 3 sorozat, amely atmoszférikus azaz szívómotorral volt kapható. Az Egyesült Államok egyes területein a 328i-t a BMW N51 soros motor hajtotta, és SULEV modellként értékesítették.

### Dizel
| Modell  | Év        | Motor           | Teljesitmény    | Nyomaték            |
| ------- | --------- | --------------- | --------------- | ------------------- |
| 316d    | 2009–2011 | 2.0 L N47 sor-4 | 85 kW (114 hp)  | 260 N⋅m (192 lb⋅ft) |
| 318d    | 2005–2007 | 2.0 L M47 sor-4 | 90 kW (121 hp)  | 280 N⋅m (207 lb⋅ft) |
| 318d    | 2007–2011 | 2.0 L N47 sor-4 | 105 kW (141 hp) | 320 N⋅m (236 lb⋅ft) |
| 320d    | 2005–2007 | 2.0 L M47 sor-4 | 120 kW (161 hp) | 340 N⋅m (251 lb⋅ft) |
| 320d    | 2007–2013 | 2.0 L N47 sor-4 | 130 kW (174 hp) | 350 N⋅m (258 lb⋅ft) |
| 320d    | 2010–2012 | 2.0 L N47 sor-4 | 135 kW (181 hp) | 380 N⋅m (280 lb⋅ft) |
| 320d ED | 2010–2013 | 2.0 L N47 sor-4 | 120 kW (161 hp) | 380 N⋅m (280 lb⋅ft) |
| 325d    | 2006–2009 | 3.0 L M57 sor-6 | 145 kW (194 hp) | 400 N⋅m (295 lb⋅ft) |
| 325d    | 2010–2012 | 3.0 L N57 sor-6 | 150 kW (201 hp) | 430 N⋅m (317 lb⋅ft) |
| 330d    | 2005–2008 | 3.0 L M57 sor-6 | 170 kW (228 hp) | 500 N⋅m (369 lb⋅ft) |
| 330d    | 2008–2012 | 3.0 L N57 sor-6 | 180 kW (241 hp) | 520 N⋅m (384 lb⋅ft) |
| 335d    | 2006–2013 | 3.0 L M57 sor-6 | 210 kW (282 hp) | 580 N⋅m (428 lb⋅ft) |

## Felfüggesztés
Elöl MacPherson alumínium kerékagy-hordozóval és alumínium kettős alsó függesztőkarokkal, amelyek virtuális elfordulási pontot képeznek. Ezt a kivitelt korábban az összes 5, 7 és 8 sorozatú BMW modellnél használták.
A hátsó felfüggesztés egy ötkarú többlengőkaros felfüggesztés, gyártott acél alvázzal, gyártott acél vezérlőkarokkal és öntöttvas tartóval. Ezt a kialakítást a BMW "HA 5" -nek jelölte.

## Kerekek és Felnik
A BMW E90/91/92/93 kereke 5x120 mintával rendelkezik, kerékmérete 16 és 20 hüvelyk közötti átmérőjű. Ehhez a modellhez 49 eredeti felni stílust gyártottak.

## Biztonság
Euro NCAP scores
| Felnőtt utas: | 5/5 |
| Gyerek utas:  | 4/5 |
| Gyalogos:     | 1/4 |

Az Euro NCAP megjegyezte, hogy a gyalogosok védelme gyenge volt, és 36 pontból 4 pontot kapott, és a 3. sorozat jelentése szerint "nagyon csalódást okozott" ebben az intézkedésben.
IIHS
Az Autópálya-biztonsági Biztosító Intézet (IIHS) a 3-as sorozatnak "jó" általános értékelést ad mind az elülső, mind az oldalsó ütközéses ütközési teszteken. A 3-as sorozat mind a hat frontális ütközési teszt kategóriában "Jó", az oldalsó ütközéses teszt pedig a kilenc kategóriából hatban "Jó" minősítést kapott. Az IIHS a 3-as sorozatnak a Top Safety Pick díjat is odaítélte. A kabrió mellékhatásai "Marginal" besorolásúak, így a 3-as sorozatú kabrió a legalacsonyabb besorolású jármű, amelyet jelenleg az osztályában értékesítettek az IIHS tesztek során.

## Visszahívások
2017 novemberében a BMW 672 000 darab 3-as autót hívott vissza a 2006–11-es modellévekből, klímaberendezés-elektronikus alkatrészekkel, amelyek a hibás ventilátor miatt túlmelegedhetnek.

## Díjak
- 2006 áprilisában az E90 elnyerte az Év Autója címet. Az autót a teljesítmény és a praktikum, valamint a stílus és a komolyság közötti egyensúly miatt dicsérték. A zsűri az új dízelmotorokat és az összkerék-meghajtású változatokat is méltatta.
- A Car and Driver magazin 2006 és 2013 között nyolc egymást követő alkalommal sorolta fel az E90-et a tíz legjobb listájukra.[8]
- Az E90-et a 2006-os kanadai Év Autója díjban a "Legjobb új sportkocsi" névre keresztelték.
- Ez Japán Év Import autója volt 2005–2006 között.
- A What Car? Című brit autós magazin 2006-ban az év autója lett. 2006-tól 2011-ig az év kompakt ügyvezetőjének is elnyerte.[9]
- 2011 áprilisában az E90 335d szedán elnyerte az Év dízelautója díjat, amelyet a The Diesel Driver magazin olvasói adtak át, és a szavazatok 29,6% -át kapta.
- A What Car? Című brit autós magazin a BMW 320d EfficientDynamics Auto-t a 2012-es év összesített zöld autójának ítélte oda. A 320d-modell bruttó üzemanyag-fogyasztása 56 mpg, CO2-kibocsátása pedig 110g / km.[10]